# 강융
강융(姜融: 미상 ~ 1349년)은 고려 후기의 문신이다. 본래 이름은 강장(康莊)이다.

## 생애
강융의 할아버지는 진주의 관노였다.
그는 충렬왕과 충선왕이 대립했을 때 충선왕을, 충혜왕과 충숙왕이 대립했을 때는 충숙왕을 지지했다. 충선왕 재위기에는 내부령(內府令)에 있었다.
충숙왕 재위기에는 단성협대공신(端誠協戴功臣) 칭호를 받고 1325년(충숙왕 15년) 찬성사(贊成事)에 올랐으며 진녕부원군(晉寧府院君)에 봉해졌다. 1335년(충숙왕 후 4년)에는 첨의좌정승 판삼사사(僉議左政丞 判三司事)로 임명받았다.
1349년(충정왕 원년)에 죽었다.
효자 황수(黃守)의 집을 보러 평양부를 방문했었다.
김개물과 갈등했고 김직방(金直邦)에게 비난을 듣기도 했다.
아들로는 강천유(姜千裕)가 있다. 그의 누이는 김경직(金敬直)의 며느리다.